# Acronicta anaedina
Acronicta anaedina là một loài bướm đêm trong họ Noctuidae.